# Махананда (річка)
Махананда (англ. Mahananda, бенг. মহানন্দা, Môhanônda) — річка, що починається в Гімалаях, в окрузі Дарджилінг індійського штату Західний Бенгал. Далі вона тече через штати Західний Бенгал і Біхар, входить до Бангладеш, знову виходить у Західний Бенгал, потім зному у Бангладеш, та впадає у Падму біля містечка Чапай-Навабґандж. Живлеться переважно дощовою водою, узимку та улітку дуже дрібна, але у вологий сезон може викликати повені. Головні міста на річці — Сіліґурі та Малда.
| Індія | Це незавершена стаття з географії Індії. Ви можете допомогти проєкту, виправивши або дописавши її. |

| Бангладеш | Це незавершена стаття з географії Бангладеш. Ви можете допомогти проєкту, виправивши або дописавши її. |